# 남양풍화당
남양풍화당(南陽風化堂)은 대한민국 경기도 화성시 남양동에 있는 조선시대의 건축물이다. 2002년 9월 16일 경기도의 문화재자료 제112호로 지정되었다.

## 개요
이 건물은 ‘남양풍화당기로회’라는 현판내용에서 알 수 있듯이 일종의 경로당(敬老堂) 건물로 본채와 대문채로 구성되어 있다. ‘기로소’란 연로한 고위 문신들의 친목 및 예우를 위해 설치한 관서로 기(耆)는 연고후덕(年高厚德 : 나이가 많고 덕이 크다)의 뜻을 지녀 나이 70세가 되면 ‘기(耆)’, 80세가 되면 ‘노(老)’라 하였다. ‘기로(耆老)’ 또는 ‘기사(耆社)’라고 부르기도 한다. 이와 같은 국가적인 단위의 기로소 외에 지방에 설치된 기로소는 흔치않은 예에 속한다. 현재 풍화당에는 『기영사좌목(耆英社座目)』, 『풍화당기로회강명(風化堂耆老會講明)』등 기로소의 운영 면모를 살필 수 있는 자료들이 잘 보존되어 오고 있다.
가옥의 구성을 보면 전면에 일자형 대문채가 있고 그 뒤로 본채인 ㄱ자형 평면의 본채가 마주보고 배치되어 있다. 본채는 ㄱ자형 평면으로 전면에 퇴칸을 둔 전퇴집이다. 현재 내부는 3칸 대청을 중심으로 왼쪽에 방 2칸, 오른쪽에 1칸 반 크기의 방을 나란히 두고 왼쪽 2칸 방 옆으로 한 칸 반 부엌과 방 2칸과 퇴칸 1칸을 구성하고 연결마루가 붙어 있다. 전체적인 평면구성을 볼 때 전형적인 경기도 지역의 ㄱ자집과 같은 형식을 취하고 있다.
대문채는 정면 3칸, 측면 1칸으로 모두 3칸 규모이다. 가운데 대문간을 두고 좌우 각 1칸은 광으로 사용하였는데 크기는 각기 다르다. 지붕은 한식기와를 덮어 맞배지붕으로 꾸몄다. 대문 문틀은 홍살로 구성하고 판장문이 달려 있다.
풍화당의 건립연대는 상량문과 기록자료를 종합해 볼 때 1867년에 지어졌음을 알 수 있으며 전형적인 경기지역 민가 안채와 같은 평면구성을 가진 거물이다. 특히 조선시대에 중앙관서에 설립되었던 기로소를 따라 지방에서 설립, 운영된 보기 드문 예로 당시 지방의 기로소 운영의 면모를 살펴 볼 수 있는 중요한 문화재이다.

## 참고 문헌
- 남양풍화당 - 국가유산청 국가유산포털